# میستریو
میستریو (به انگلیسی: Mysterio) عنوان چندین شخصیت تخیلی شرور بزرگ در کتاب‌های کمیک منتشر شده و توسط مارول کمیکس ساخته شده‌است. معروف‌ترین و اصلی‌ترین میستریو، کوینتین بک است. شخصیت میستریو توسط استن لی و استیو دیتکو خلق شده‌است او یکی از دشمنان مرد عنکبوتی است و عضو گروه‌هایی مانند مگیا و شش فاسد بوده‌است.
جیک جیلنهال در نقش این شخصیت در فیلم مرد عنکبوتی: دور از خانه (۲۰۱۹) ایفا کرد.

## معرفی شخصیت
کوئیتین بک در ابتدا یک متخصص در جلوه‌های ویژه بود که به شرارت رو آورد دشمن اصلی وی در دنیای کمیک مرد عنکبوتی است او بعد از اینکه از مرد عنکبوتی شکست خورد به عضویت گروه دکتر اختاپوس تحت عنوان شش فاسد پیوست.

## توانایی‌ها
میستریو دارای توانایی فوق بشری نیست اما استاد فریب کاری از طریق جلوه‌های ویژه می‌باشد او با ایجاد توهم برای افراد می‌تواند آنها را فریب داده و اهداف خود را پیش ببرد.